# Marion Raven
Marion Elise Ravn (Lørenskog, Norveška, 25. svibnja 1984.) norveška je pjevačica i spisateljica tekstova.

## Životopis
Na scenu se probila sa sastavom M2M kojeg je osnovala sa svojom prijateljicom Marit Larsen.